# Centrale des Rapides-des-Quinze
La centrale des Rapides-des-Quinze est une centrale hydroélectrique et un barrage d'Hydro-Québec érigés sur la rivière des Outaouais, à Saint-Eugène-de-Guigues, dans la région administrative de l'Abitibi-Témiscamingue, au Québec. Cette centrale, d'une puissance installée de 95 MW, a été mise en service en 1926.

## Histoire
La centrale est construite sur les Quinze rapides.

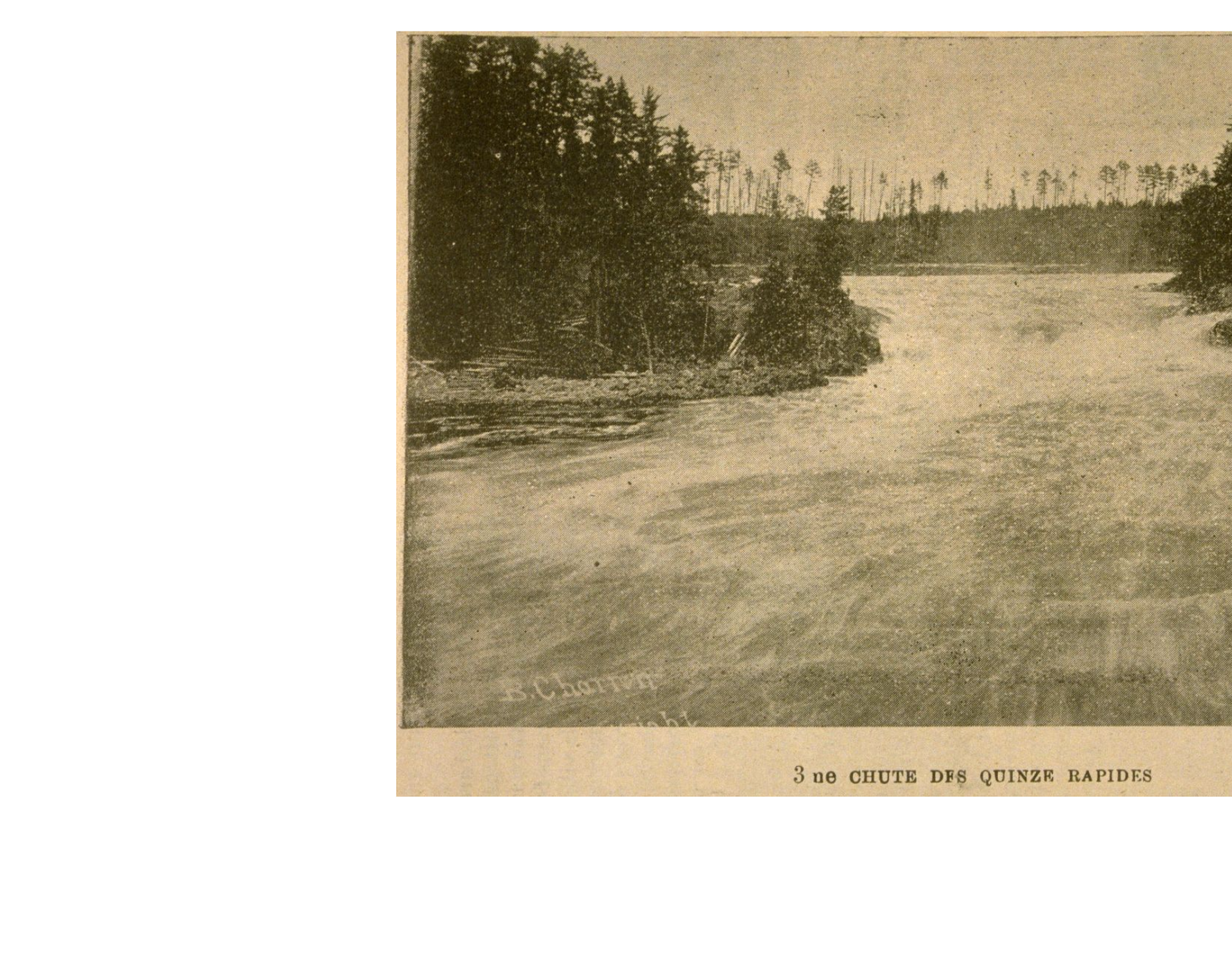
Chute des Quinze Rapides.

L'histoire de la centrale des Rapides-des-Quinze est intiment liée à la Northern Quebec Power Company, qui en a été l'exploitant jusqu'à la nationalisation de l'électricité en 1963. La centrale et les lignes de distributions étaient les seules exploitations de la compagnie.
Destiné à servir l'Abitibi-Témiscamingue lors de sa construction, la centrale du d'abord écoulée son électricité vers l'Ontario, dans la région de Porcupine. Subséquemment, elle servit à électrifier le premier réseau de la région située entre Rouyn-Noranda et Pascalis (située sur l'actuel territoire de la ville de Val-d'Or). Entre autres, c'est cette centrale qui fournit l'électricité nécessaire à alimenter l'électrification de la mine Horne de Rouyn-Noranda.